# گای توری

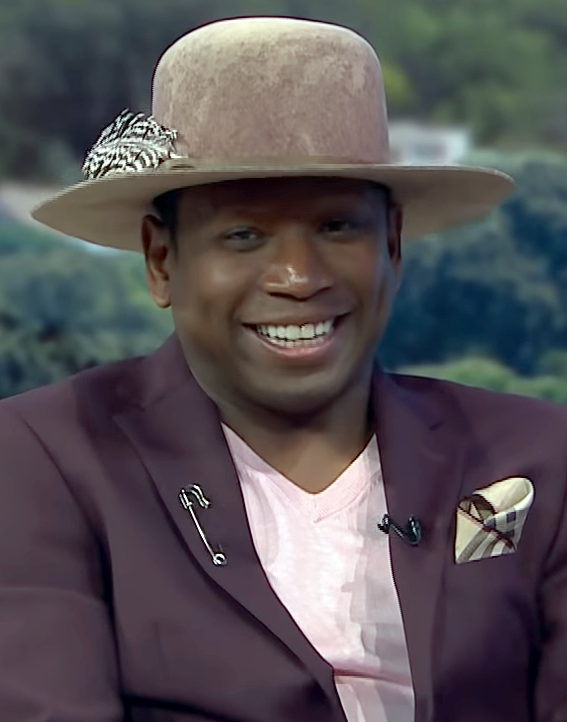
گای توری

گای توری (انگلیسی: Guy Torry؛ زادهٔ ۵ ژانویهٔ ۱۹۷۶) هنرپیشه اهل ایالات متحده آمریکا است. از فیلم‌هایی که وی در آن نقش داشته است، می‌توان به تاریخ مجهول آمریکا و هیچی نگو اشاره کرد.